# Бассано-дель-Граппа
Бассано-дель-Ґраппа (італ. Bassano del Grappa, вен. Basan) — муніципалітет в Італії, у регіоні Венето, провінція Віченца.
Розташований на відстані близько 440 км на північ від Рима, 60 км на північний захід від Венеції, 28 км на північний схід від Віченци.
Населення — 43 363 особи (2014).

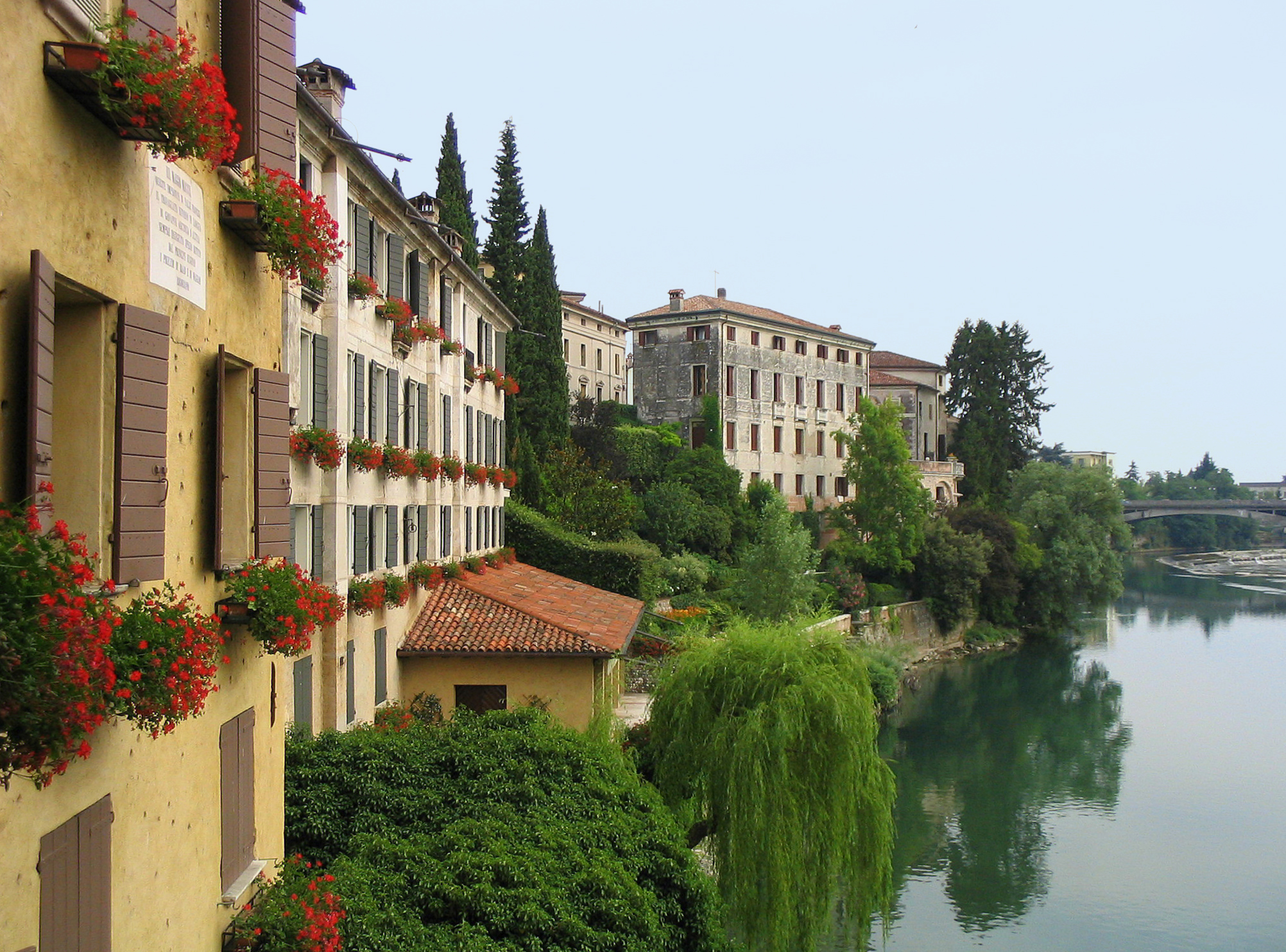

Щорічний фестиваль відбувається 19 січня. 
Покровитель — святий Бассіано (San Bassiano).

## Демографія
Населення за роками:

Станом на 1 січня 2023 року в муніципалітеті офіційно проживало 3985 іноземців з 103 країн, серед них 969 громадян країн Євросоюзу та 240 громадян України.

## Уродженці
- Віздом Амі (*2005) — італійський футболіст, захисник.

- Карло Нерво (*1971) — італійський футболіст, півзахисник.

- Плініо Серена (*1959) — італійський футболіст, захисник.

## Сусідні муніципалітети
- Камполонго-суль-Брента
- Картільяно
- Кассола
- Конко
- Маростіка
- Нове
- Пове-дель-Ґраппа
- Романо-д'Еццеліно
- Роза
- Соланья